# Iso Kylkisaari
Iso Kylkisaari är en ö i Finland. Den ligger i sjön Vuosjärvi och i kommunen Kannonkoski i den ekonomiska regionen  Saarijärvi-Viitasaari och landskapet Mellersta Finland, i den centrala delen av landet, 300 km norr om huvudstaden Helsingfors. Öns area är 12,3 hektar och dess största längd är 0,7 kilometer i sydöst-nordvästlig riktning.  Iso Kylkisaari är ett naturskyddsområde.